# Sómu japán császár
Sómu császár (聖武天皇 Sómu-tennó, Hepburn átírással: Shōmu-tennō, 701 – 756. június 4.) Japán 45. császára volt a hagyományos öröklési rend szerint. Sómu 724 és 749 között uralkodott.

## Élete
Mielőtt a Sómu néven a Krizantém trónra lépett, Osi-hiraki Tojoszakura-hiko-no-mikoto néven ismerték. Apja Mommu császár, anyja Fudzsivara no Mijako (Fudzsivara no Fuhito lánya). 4 felesége és 6 gyermeke volt.
Sómu még gyermek volt apja halálakor, így Gemmei és Gensó császárnők foglalták el a trónt.
- 724 (Jóró korszak): Gensó császárnő uralkodásának 9. évében (元正天皇九年) lemondott a trónról és öccse lépett a helyébe. Úgy tartják nem sokkal ezután Sómu lett a császár.
- 724. január 31. (Dzsinki korszak): Sómu uralkodásának kezdetekor a korszak neve is megváltozott.

Sómu székhelye a Hezei Palotában volt.
Sómu volt az első császár, akinek felesége Kómjó nem császári származású volt. Kómjó számára egy ricurjó hivatalt állítottak fel Kogogusiki néven, mely később a Heian-kor folyamán is működött.

### Sómu császár utazása a keleti tartományokba
A Fudzsivara no Hirocugu-féle lázadás idején (Tenpjó-korszak, 740 novembere) Sómu császár elhagyta a fővárost, Heidzsó-kjót (Nara) észak felé indult, és Horikosin (堀越頓宮; ma Cuge; november 22.), Nabarin (november 23.), Aon (安保頓宮; ma Aojama ; november 24.) keresztül Kavagucsi-ba (Icsisi kerület, Isze tartomány) érkezett, ahol udvarával együtt egy átmeneti palotába költözött. A főváros irányításával egy hadvezérét bízta meg.
Valószínűleg Sómu Fudzsivara támogatóktól tartott Narában, és remélte, hogy az ország többi részén jelenlétével megakadályozhatja a lehetséges felkeléseket. 4 napnyi kimerítő utazás után érkezett meg Kavagucsiba (740. november 25.). Néhány nappal később értesült Hirocugu kivégzéséről, és a lázadás leveréséről.
A jó hír ellenére Sómu nem tért vissza a fővárosba, hanem 740. december 4.-ig Kavagucsiban maradt. Folytatta útját kelet felé, majd északra ment Mino tartományon keresztül, és vissza nyugat felé a Biva-tó partjai mentén, mígnem Kuni-ba (Yamashiro tartomány; ma Kizugava) érkezett 741. január 6.-án. Útja során a következő területeken haladt át: Akaszaka (赤坂頓宮; ma Szuzuka; dec. 7); Aszake kerület (朝明郡; ma Jokkaicsi; dec. 13; Isiura (石占頓宮; ma Tado; dec. 18); Tagi kerület (当伎郡; ma Jóró; dec. 19; Fuva (不破頓宮; ma Tarui; dec. 23); Jokokava (横川頓宮; ma Szantó vagy Maihara; dec. 28); Inukami (犬上頓宮; ma Hikone; 12th m. 7th d.: dec. 29); Gamó kerület (蒲生郡; a mai Jókaicsi közelében; dec 31.); Jaszu (野洲頓宮; ma Jaszu vagy Morijama; jan. 1); Avazu (禾津頓宮; ma Ócu; jan. 2); Tamanoi (玉井頓宮; ma Jamasina-ku, Kiotó)
Kuni hegyekkel határolt könnyen védhető terület volt Narától északra egy folyó közelében. Tacsibana no Moroe nevéhez fűződik, míg Nara a Fudzsivara család központja volt. 741. január 6.-án Sómu fővárossá kiáltotta ki Kuni-t Kuni-kjó néven.

### Események
- 724: Sómu császár trónra lépése
- 740: Narában a császári udvarban Kibi no Makibi és Genbó összeesküvést terveznek Fudzsivara no Hirocugu ellen, aki dazai sóni tisztséget tölt be Kjúsún.
- 740: Hirocugu fellázad Genbó és társai növekvő befolyása miatt.
- 740: Óno no Azumabito parancsnoksága alatt egy 17 000 fős császári hadsereget küldenek Kjúsúra, hogy véget vessenek a lehetséges zavargásoknak.
- 740: Hirocugu alulmarad egy csatában, majd Hizen tartományban lefejezik.
- 740: A fővárost áthelyezik Kuni-kjóba.
- 741: A császár elrendeli a tartományi templomok (kokubundzsi) és tartományi kolostorok (kokubunnidzsi) felállítását. Hivatalos kifejezéssel a kokubundzsi "konkomjó-sitennó-gokoku no tera" (jelentése "templomok az ország védelmére az Aranyfény négy védő istensége által"). A kokubunnidzsik hivatalos neve "hokke-metuzai no tera" (jelentése "kolostorok a bűn eltörlésére a Lótusz szútra által").
- 743: A császár elrendeli a Daibucu (Nagy Buddha) felállítását, ami a munkálatok befejeztével a narai Tódaidzsibe kerül.
- 743: Törvény beiktatása a földek öröklési jogáról (墾田永代私財法).
- 744: Tavasszal a főváros Naniva-kjó lesz.
- 745: A császár Sigaraki-kjóba helyezi a fővárost.
- 745: A főváros ismét Heidzsó-kjó, a Nagy Buddha építési munkálatai folytatódnak.
- 749: Sómu, a császárné, gyermekeik és az udvar előkelői a Tódaidzsibe mennek. A császár a Nagy Buddha elé állva elkötelezte magát a Három Drágaság ösvényének, melynek tárgya a Buddha, a Buddha tanításai (Dharma), és a megvilágosodottak közössége (Szangha).
- 749: 25 éves uralkodása után Sómu lemondott a trónról lánya, Takano hercegnő (a későbbi Kóken császárnő) javára. Sómu lett az első olyan császár, aki visszavonulása után buddhista szerzetesnek állt, s Komjo császárné is követte példáját.
- 752: A Nagy Buddha elkészültének megünneplése a Tódaidzsiben.

### Öröksége
Sómu császár neve elsősorban a 743-ban épült 16 méter magas Nagy Buddha (Tódaidzsi, Nara) felépítéséhez fűződik. Ez egy olyan hatalmas vállalkozás volt, hogy a későbbi történetírás az ország bronz és nemesfém készleteinek teljes felélésével vádolja. 752-ben Sómu császár tartotta a kaigen kjú ceremóniát a Nagy Buddha tiszteletére.
741-ben bevezette a tartományi templomok rendszerét, és ezzel a lehető legközelebb került ahhoz, hogy Japánt buddhista nemzetté tegye. Továbbá elrendelte az ohigan ünnepség megtartását mind a tavaszi, mind az őszi nap-éj egyenlőség idején.
Sómu császár 56 éves korában halt meg.

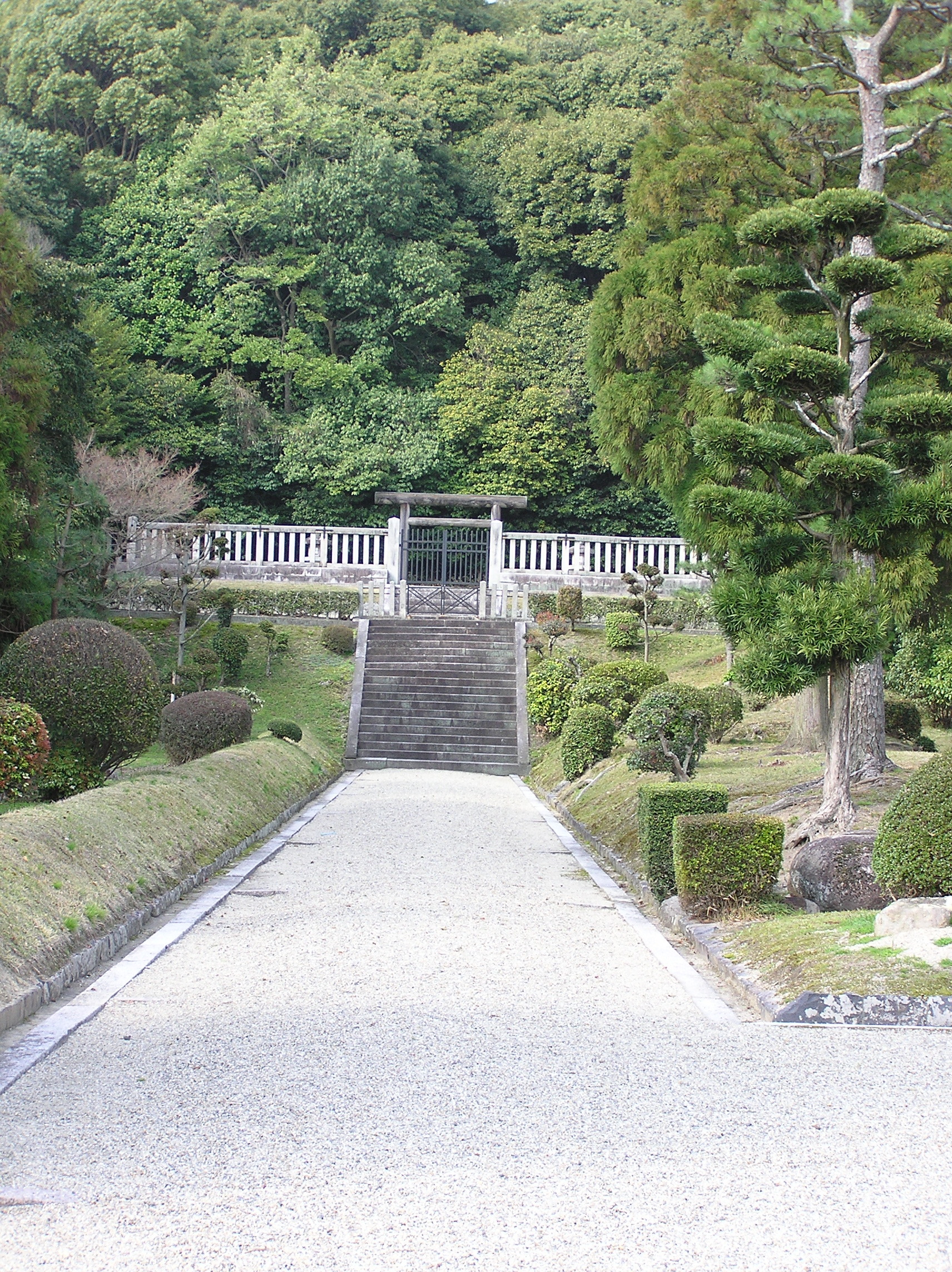
Sintó szentély és mauzóleum Sómu császár tiszteletére

Sómu végső nyughelye ismert, a hagyomány szerint egy narai sintó szentélyben (miszaszagi) tisztelik.
A császári udvartartási hivatal Sómu mauzóleumjaként említi a sírhelyet, hivatalosan a "Szahojama no minami no miszaszagi" nevet viseli. A sírhely ma is látogatható Tenri városában (Nara közelében), Horendzsi-csóban. Kómjó császárnő nyughelye is a közelben található.

### Kugjó
A kugjó (公卿?) egy gyűjtőfogalom, azon kevés nagy hatalommal bíró embert jelenti, akik a japán császári udvarhoz tartoztak a  Meidzsi-kor előtti időkben.
Általában ez a csoport mindössze 3-4 főt foglalt magába. Sómu uralkodása idején a Daidzsó-kan, a császári kormányzat legfontosabb szervének tagjai:
- Daidzsó-daidzsin (720–735), Toneri-sinnó (舎人親王) (Temmu császár 9. fia).
- Daidzsó-daidzsin (737–745), Szuzuka-ó (鈴鹿王) (Takecsi herceg fia).
- Szadaidzsin (724–729), Nagaja-ó (長屋王) (Takecsi herceg fia).
- Szadaidzsin (743–756), Tacsibana no Moroe (橘諸兄) (korábban Kacuragi-ó, Kacuragi herceg) (Kómjó császárnő féltestvére) .
- Udaidzsin (734–737), Fudzsivara no Mucsimaro (藤原武智麻呂) (Fudzsivara no Fuhito fia).
- Nadaidzsin, Fudzsivara no Tojonari (藤原豊成) (Fudzsivara no Mucsimaro fia).
- Dainagon, Fudzsivara no Fuszaszaki (藤原房前) (Fudzsivara no Fuhito fia).

## Sómu életének korszakai
Sómu uralkodásának évei több korszakba (nengó) sorolhatók be.
- Dzsinki (724–729)
- Tenpjó (729–749)
- Tenpjó-kanpó (749)
- Tenpjó-sóhó  (749–757)

## Házastársak és gyermekek
- Császárnő: Kómjó (701–760)
  - Kóken (Sótoku) császárnő (718–770)
  - Motoi herceg (基王) (727–728)
- Bunin: Agatainukai no Hirotodzsi (県犬養広刀自) (?–762), Agatainukai no Morokosi lánya
  - Inoe hercegnő (井上内親王) (717–775),Shirakabe herceg (későbbi Kónin császár) felesége
  - Fuva hercegnő (不破内親王) (?–795), Siojaki herceg (Niitabe herceg fia) felesége
  - Aszaka herceg (安積親王) (728–744)
- Bunin: Fudzsivara no Mucsimaro egy lánya (?–748)
- Bunin: Fudzsivara no Fuszaszaki egy lánya (?–760)
- Bunin: Tacsibana-no-Hiróka no Konakacsi (橘広岡古那可智) (?–759), Tachibana no Szai

## Fordítás
- Ez a szócikk részben vagy egészben  az   Emperor_Shōmu című angol Wikipédia-szócikk fordításán alapul.  Az eredeti cikk szerkesztőit annak laptörténete sorolja fel. Ez a jelzés csupán a megfogalmazás eredetét és a szerzői jogokat jelzi, nem szolgál a cikkben szereplő információk forrásmegjelöléseként.